# Hüttermühle (Kranenbach)
Die Hüttermühle in der Gemeinde Schwalmtal war eine Wassermühle mit einem unterschlächtigen Wasserrad.

## Geographie
Die Hüttermühle hatte ihren Standort am Kranenbach, Kranenbruch 32, im Ortsteil Amern in der Gemeinde Schwalmtal im Kreis Viersen. Oberhalb der Hüttermühle lag die Pletschmühle. Der Wasserspiegel des Kranenbachs lag in diesem Bereich bei 45 m über NN. Die Pflege und Unterhaltung des Kranenbachs obliegt dem Schwalmverband, der in Brüggen seinen Sitz hat.

## Geschichte
Die Hüttermühle steht am Ende der alten Bauernzeile Kranenbruch, wo der Kranenbach nach Westen abknickt. Das ist „in der Hütten“, womit nicht die Häuser und Höfe gemeint sind, sondern der Knick („hütt“ oder „hött“ = „Ecke“) Als „Mühlgen in der hütten“ wurde sie 1646 vom Dülkener Landvermesser Georch Heuttmechers in einer Flurkarte bezeichnet.
Unter dem Adelsbesitz taucht die Mühle nicht auf. Wahrscheinlich war sie eine Privatmühle für die Kranenbruch-Bauern und ohne weiterreichende wirtschaftliche Bedeutung. Nach der Bachregulierung 1925/26 wurde noch einige Jahre elektrisch gemahlen. Da der auf dem Grundstück gesehene Mühlstein der Stein eines Kollergangs ist, kann man davon ausgehen, dass es sich bei der Hüttermühle um eine Ölmühle handelte.

## Galerie

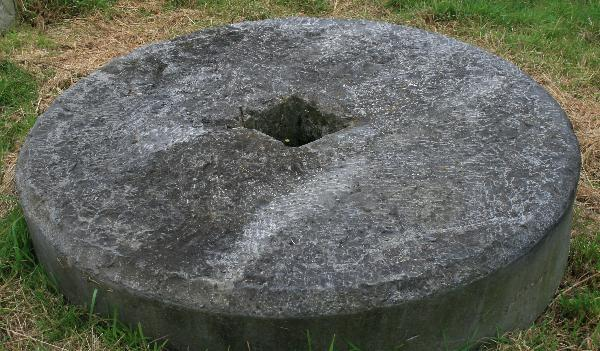
Stein eines Kollergangs
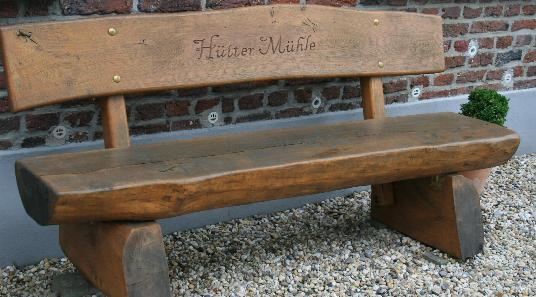
Sitzbank mit Namenszug
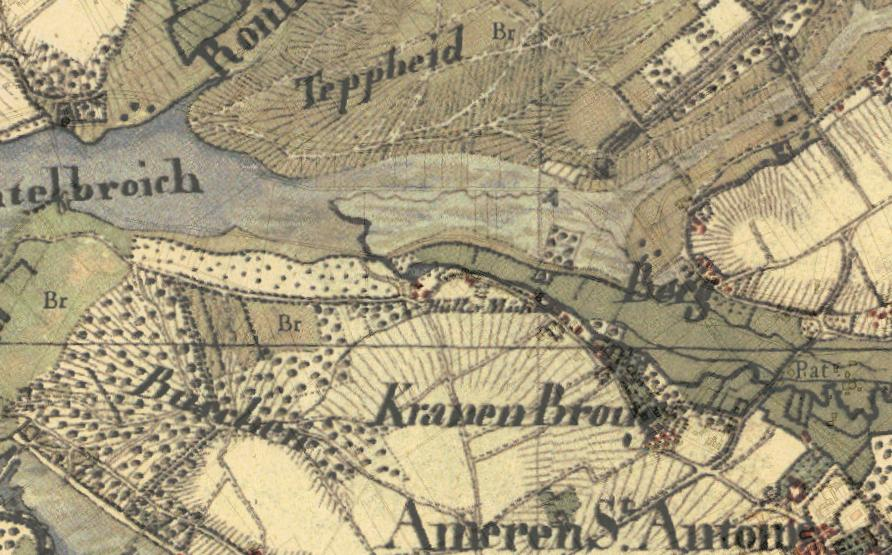
Tranchotkarte von 1806